# 逗子市
逗子市（日语：／ Zushi shi */?）是位于日本神奈川县三浦半島底部、横滨市的南西、横须贺市的北西、镰仓市的南面、三浦郡叶山町北面的都市。逗子市也是神奈川縣的住宅区和高级住宅街（披露山庭园住宅）。為日本古都保存法的指定都市。
电话区号 046,0467（小坪地区一部分）

## 交通

### 鐵路
橫須賀線自西北至東行走，京濱急行電鐵逗子線自東北至中央部行走，各自在逗子市內設有2站，合計4站。該市代表站是位於市中心的逗子站與逗子·葉山站。
東日本旅客鐵道
- 橫須賀線：逗子站 - 東逗子站

京濱急行電鐵
- 逗子線：逗子·葉山站 - 神武寺站

## 外部連結
- 逗子銀座商店街(日文) （页面存档备份，存于）

行政
- 逗子市(日文) （页面存档备份，存于）

觀光
- 逗子市觀光協會(日文) （页面存档备份，存于）